# Alexandre Koblencs
Alexandre Koblencs (ou Koblents ou Koblentz ; en letton : Aleksandrs Koblencs, en russe : Александр Кобленц) est un joueur d'échecs letton, entraîneur et écrivain échiquéen né le 3 septembre 1916 à Riga dans l'Empire russe et mort le 9 décembre 1993 à Berlin en Allemagne. Il est surtout connu comme l'entraîneur du champion du monde Mikhaïl Tal.

## Palmarès en tant que joueur
En 1935, Alexandre Koblencs prend la 4e place à Rosas, dans un tournoi remporté par Salo Flohr. En 1936, il prend la 5e place à Reus (tournoi remporté par Esteban Canal et Silbermann). En 1937, il gagne, devant Lajos Steiner, à Brno, avec un score de 9 points sur 11 possibles. En 1938, il prend la 5e place à Milan (tournoi remporté par Erich Eliskases et Mario Monticelli). En 1939, il est à égalité 13-14e à Kemeri-Riga.
Alexandre Koblencs remporte le championnat de Lettonie à quatre reprises, en 1941, 1945, 1946 et 1949. C'est-à-dire qu'il est sacré quatre fois champion de Lettonie, même s'il est en réalité deuxième en 1945, derrière Vladimir Alatortsev, et en 1949 derrière Mark Taïmanov, ces deux joueurs, non-lettons, étant hors concours. En juin 1944, il prend la deuxième place, derrière Voldemārs Mežgailis, lors de l'édition du championnat qui se déroule à Oudelnaïa en Russie. Il est alors vice-champion de Lettonie.
En 1944-1945, Alexandre Koblencs prend la deuxième place, derrière Paul Keres, à Riga, lors du championnat des États baltes. En 1945, il prend la 14e place lors de la 14e édition au championnat d'URSS d'échecs, qui se déroule à Moscou. En octobre / novembre 1945, il est à égalité 3e-4e lors du championnat des États baltes disputé à Riga (Vladas Mikėnas gagne). En juin / juillet 1946, il termine le tournoi de Vilnius à égalité aux 6-8e places. Ce tournoi de la Baltique est remporté par Youri Averbakh. En 1961, il prend la 3e place à Palanga, lors d'un championnat de la Baltique qu'Iivo Neï remporte.

## Carrière d'entraineur
En tant qu'entraîneur, Alexandre Koblencs commence à travailler avec le jeune Mikhaïl Tal en 1949 et l'entraîne pendant son ascension fulgurante du milieu des années 1950. Il l'entraine aussi lors de ses matchs de championnat du monde d'échecs en 1960 et 1961 contre Mikhaïl Botvinnik, lorsque Tal devient champion du monde après une « carrière de trois ans ».
Il entraîne également l'équipe de l'Union soviétique en 1956 à Moscou et en 1960 à Leipzig. En 2010, la FIDE l'intègre dans son panthéon des meilleurs entraineurs d'échecs (Hall of Fame).

## Activités d'écriture
Alexandre Koblencs est, enfin, connu en tant qu'auteur de livres d'échecs, dont beaucoup ont été traduits, en particulier en allemand. Pendant plusieurs années, il fut rédacteur en chef du magazine d'échecs letton Šahs et du magazine d'échecs allemand Schach-Journal.

## Ouvrages traduits en français
- L'école des échecs. I, Le monde enchanté de la combinaison  (trad. du russe par Sylvain Zinser), Paris, Payot et Rivages, coll. « Petite bibliothèque Payot / Échecs » (no 217), 1994, 188 p. (ISBN 2-228-88872-9, OCLC 464305376, BNF 35780555, SUDOC 003663175, présentation en ligne).